# Captain America: The Winter Soldier
Captain America: The Winter Soldier (titulada Capitán América: el Soldado de Invierno en España y Capitán América y el Soldado del Invierno en Hispanoamérica) es una película de superhéroes estadounidense de 2014 basada en el personaje de Marvel Comics, Capitán América, producida por Marvel Studios y distribuida por Walt Disney Studios Motion Pictures. Es la secuela de Capitán América: el primer vengador (2011) y la novena película del Universo cinematográfico de Marvel (UCM). La película es dirigida por Anthony y Joe Russo, con un guion de Christopher Markus y Stephen McFeely. Es protagonizada por Chris Evans, Scarlett Johansson, Sebastian Stan, Anthony Mackie, Cobie Smulders, Frank Grillo, Emily VanCamp, Hayley Atwell, Robert Redford y Samuel L. Jackson. En Captain America: The Winter Soldier, Capitán América, Viuda Negra y Falcon se unen para descubrir una conspiración dentro de S.H.I.E.L.D. y enfrentar a un misterioso asesino conocido como el Soldado del Invierno.
Una gran influencia en The Winter Soldier fue la ficción conspirativa de la década de 1970 como Three Days of the Condor, y el guion también tomó elementos del arco del Soldado del Invierno escrito por Ed Brubaker. El guion fue escrito en 2011, y los hermanos Russo entraron en negociaciones para dirigir en junio de 2012 y el casting comenzó el mes siguiente. El rodaje se inició en abril de 2013 en Los Ángeles, California antes de trasladarse a Washington D. C. y Cleveland, Ohio. Mientras que los directores apuntaron a más realismo, con un foco en efectos prácticos e intensas escenas de riesgo, seis compañías diferentes realizaron 2500 tomas de efectos visuales.
Captain America: The Winter Soldier tuvo su premier en Los Ángeles el 13 de marzo de 2014, y se estrenó en los Estados Unidos el 4 de abril de 2014, en 2D, 3D y IMAX 3D. La película se convirtió en un éxito crítico y comercial, recaudó más de 714,4 millones de dólares a nivel mundial, convirtiéndose en la séptima película más taquillera de 2014, y recibió una nominación al Premio Óscar a los Mejores efectos visuales. Una secuela titulada Capitán América: Civil War, también dirigida por los hermanos Russo, se estrenó el 6 de mayo de 2016. Es el top 94 de las 100 mejores películas de acción de todos los tiempos por GQ.

## Argumento
Dos años después de la batalla de Nueva York, Steve Rogers trabaja para S.H.I.E.L.D. bajo la dirección de Nick Fury; una mañana, mientras se ejercita, traba amistad con un veterano llamado Sam Wilson, sin embargo su charla es interrumpida por Natasha Romanoff, quien se aparece minutos después para llevarse a Steve a una misión especial.
Natasha y Rogers son enviados junto al equipo S.T.R.I.K.E., dirigidos por el agente Brock Rumlow, para liberar a los rehenes a bordo de un barco de S.H.I.E.L.D. secuestrado por un grupo de piratas franceses liderados por George Batroc. Durante la misión, Rogers descubre que Romanoff tiene otra misión: extraer los datos de los ordenadores para Fury, esto lo lleva a una discusión con su jefe al regresar al Triskelion, el Cuartel General de S.H.I.E.L.D. Nick decide informarle a Rogers sobre el Proyecto Insight: un grupo de tres Helicarriers vinculados a satélites espías, diseñado para eliminar de forma preventiva las amenazas con ataques desde el cielo, sin embargo Rogers piensa que esto reemplaza la seguridad con el miedo.
Incapaz de descifrar los datos recuperados por Romanoff, Fury comienza a sospechar de Insight y pide al jefe de más alto nivel de S.H.I.E.L.D. Alexander Pierce retrasar el proyecto hasta nuevo aviso. Camino a encontrarse con Maria Hill, Fury es atacado por asesinos disfrazados de policías, de los que consigue huir hasta ser atacado por un misterioso enmascarado que casi logra matarlo antes de poder huir por el drenaje.
Esa noche, cuando Rogers regresa a su departamento, es avisado por su vecina Kate de ruidos en el lugar; dentro descubre oculto a Fury, quien le advierte que S.H.I.E.L.D. está comprometido y le entrega la unidad flash con los datos del barco justo antes de ser es abatido por el asesino que lo atacó en el centro. Kate entra armada a la habitación y le revela a Rogers que es la Agente 13, cuya misión es proteger a Rogers de cualquier peligro por órdenes de Fury.
Rogers persigue al asesino por los techos, pero cuando logra alcanzarlo descubre que posee un brazo robótico y habilidades físicas que le permiten igualarlo e incluso detener su escudo, por lo que logra escapar. Fury es trasladado de urgencia a un hospital en Rogers se reúne con Natasha y Maria Hill, desafortunadamente Fury muere durante la cirugía. Rogers es citado por Pierce en el edificio Triskelion, aunque antes de retirarse esconde la memoria USB dentro de la máquina expendedora de dulces.
En el cuartel general, Pierce lo interroga sobre lo que hacía Fury en su apartamento y porque fue el último contacto antes de su muerte, pero Rogers prefiere evitar contarle. Mientras se retira, Rogers es atacado por el equipo S.T.R.I.K.E. y agentes armados por lo que acaba enfrentando a todo el personal hasta lograr huir del edificio Triskelion. Tras su escape, Pierce ordena la captura de Rogers por negarse a revelar lo que Fury le dijo antes de morir.
Buscado por S.H.I.E.L.D., Rogers se reúne con Natasha quien le revela que conoce al asesino de Fury previamente; se trata de El Soldado del Invierno, un asesino legendario implicado en una serie de asesinatos en los últimos 50 años, tan letal que incluso ella apenas logró huir con vida cuando en una ocasión la atacó.
Gracias a la USB descubren un búnker secreto de S.H.I.E.L.D. en Nueva Jersey, donde descubren una cámara inferior con un superordenador que contiene la conciencia de Arnim Zola. Éste les revela que la «Operación Paperclip» de S.H.I.E.L.D. lo reclutó y al morir en 1972 su mente fue transferida a una súper computadora de los 70. También revela que desde que S.H.I.E.L.D. fue fundada tras la Segunda Guerra Mundial, Hydra ha operado en secreto dentro de sus filas, sembrando el caos global para que la humanidad renuncie a su libertad a cambio de seguridad; además descubren que Pierce es el líder de Hydra dentro S.H.I.E.L.D.
Antes que la pareja pueda indagar más el lugar es atacado con un misil de corto alcance logrando apenas sobrevivir. Unas horas después, Rogers y Romanoff deciden contactan a Sam Wilson, quien posee un prototipo de Jet-pack con alas metálicas llamado «Falcón» y deduciendo que el agente Jasper Sitwell es un espía de Hydra deciden ir a buscarlo; encontrándolo tras terminar una reunión con el senador Stern, revelando que también pertenece a Hydra. Interrogándolo aprenden que Zola desarrolló un algoritmo que puede identificar individuos que podrían ser amenazas futuras para Hydra y el Proyecto Insight está desarrollado realmente para eliminar a estos individuos y a millones de inocentes usando las armas guiadas por satélite de los Helicarriers del proyecto.
En la autopista, Rogers, Romanoff y Wilson son emboscados por el Soldado de Invierno, que mata a Sitwell; durante la lucha, Rogers le quita la máscara al Soldado del Invierno, solo para descubrir que es en realidad su amigo James «Bucky» Barnes, muerto en acción tras caer al vacío desde un tren, cuando enfrentaban a Hydra durante la Segunda Guerra. Bucky había sobrevivido a la caída, perdiendo un brazo y quedando al borde la muerte; en ese estado fue encontrado por la división rusa de Hydra, siendo usado en experimentos donde, entre otras cosas, le implantaron un brazo robótico y le lavaron el cerebro para convertirlo en un asesino perfecto; tras esto fue puesto en un tanque de criogenización de donde solo era retirado y despertado cuando sus servicios eran necesarios.
Rogers, Romanoff y Sam son capturados por el equipo S.T.R.I.K.E., sin embargo Maria Hill consigue rescatar al trío y los lleva a una casa de seguridad donde descubren que Fury había fingido su muerte para recuperarse de sus heridas fuera de la vigilancia de Hydra y los está esperando para que le ayuden a sabotear los helicarriers mediante la sustitución de sus chips controladores especiales.
Cuando los miembros del Consejo de Seguridad Mundial llegan para el lanzamiento de los helicarriers, Rogers realiza una transmisión para todos los agentes en el edificio Triskelion desenmascarando la infiltración y el plan de Hydra, lo que inicia un combate entre los agentes infiltrados y los leales; por otro lado, Romanoff desarma a Pierce y junto a Fury lo fuerzan a desbloquear la base de datos de S.H.I.E.L.D. de modo que Romanoff pueda filtrar toda la información clasificada, exponiendo los planes de Hydra al público y tras una breve lucha, Fury finalmente lo liquida y escapan del lugar.
Rogers y Wilson consiguen reemplazar los chips controladores de dos helicarriers, pero en el último, el Soldado de Invierno los embosca y destruye el traje de Wilson, forzando a dejar todo en manos de Rogers. Durante el combate, Rogers consigue derrotar a Bucky y sustituye el chip final, lo que permite a María tomar el control del sistema y forzar a los helicarriers a destruirse entre sí. Mientras el helicarrier cae, Rogers se niega a defenderse mientras intenta que su amigo lo recuerde, logrando que Bucky se detenga y dude de sus acciones mientras el helicarrier se estrella y Rogers se cae inconsciente al Río Potomac, de donde Bucky lo rescata antes de huir.
Con S.H.I.E.L.D. disuelto, Rogers y Wilson se recuperan de sus heridas mientras la Agente 13 se oculta en la CIA, Maria Hill consigue empleo en Stark Industries, el senador Stern es arrestado por el FBI, Rumlow es rescatado de las ruinas del edificio Triskelion y Romanoff aparece ante un subcomité del Senado defendiendo el desmantelamiento de S.H.I.E.L.D. tras haber sido corrompido por Hydra. Fury destruye las pruebas de su supervivencia y se dirige a Europa del Este para cazar las células que quedan en Hydra. Natasha entrega a Rogers un expediente sobre el proyecto Soldado del Invierno y tras leerlo, Rogers y Wilson deciden iniciar la búsqueda de Bucky.
En una escena a mitad de créditos, en una base de Hydra, el Barón Wolfgang von Strucker afirma que Hydra aún tiene seguidores en todo el mundo, revelando estar en posesión el cetro de Loki y mantener cautivos a un velocista y una mujer que puede manipular la materia.
En una escena poscréditos, se puede ver Bucky, ahora con ropa normal, caminando por la Exhibición del Capitán América en el Smithsonian aprendiendo sobre su pasado.

## Reparto

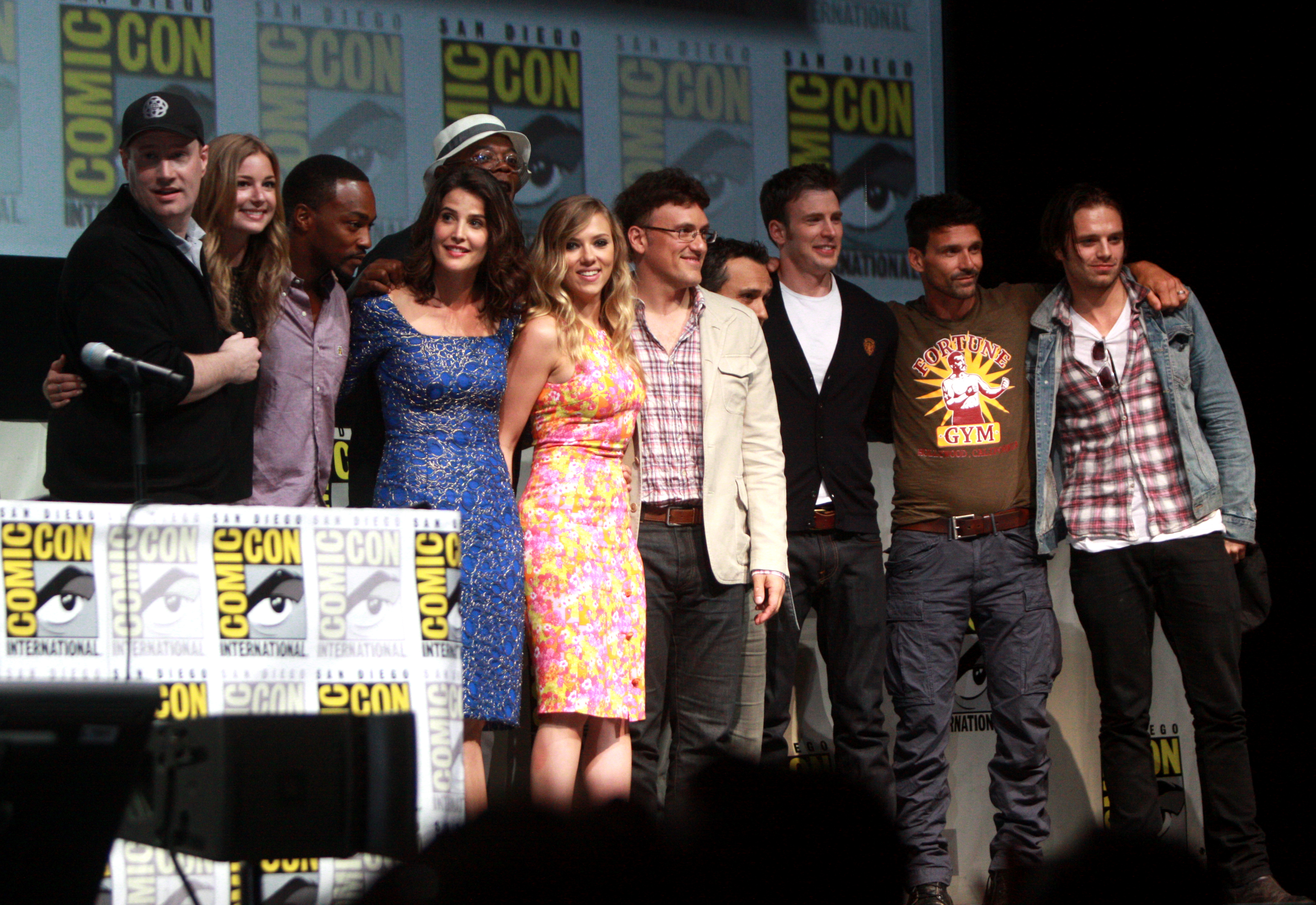
El reparto y equipo de Captain America: The Winter Soldier en la Convención Internacional de Cómics de San Diego de 2013. I-D: el productor Kevin Feige, VanCamp, Mackie, Smulders, Jackson, Johansson, los directores Anthony y Joe Russo, Evans, Grillo, Stan.

- Chris Evans como Steve Rogers / Capitán América:
Un veterano de la Segunda Guerra Mundial que fue mejorado hasta la cima de la capacidad humana y congelado en animación suspendida, y ahora intenta adaptarse al siglo veintiuno.[8] Al describir dicha adaptación al mundo moderno, Evans dijo, «No se trata tanto de su sorpresa con [la tecnología ...] Es más sobre las diferencias sociales. Pasó de los años 40 a hoy; viene de un mundo donde la gente era más confiada, las amenazas no eran tan profundas. Ahora, es más difícil saber quién es bueno y quién malo. Las acciones que uno toma para proteger a la gente de amenazas podría arriesgar libertades y privacidad. Eso es difícil de aceptar para Steve».[9] Evans entrenó en parkour, jiu-jitsu brasileño, karate, boxeo, kick boxing y gimnasia, ya que los hermanos Russo creían que llevar a Rogers a los tiempos modernos también requería que hubiese estudiado y dominado estilos y técnicas de combate modernos. Los cineastas también buscaron hacer al escudo del personaje, que tradicionalmente se ha usado como defensa, un arma más ofensiva.[10]
- Scarlett Johansson como Natasha Romanoff / Viuda Negra:
Una espía y asesina de S.H.I.E.L.D. altamente entrenada, que se une con Rogers.[11] El guionista Christopher Markus dijo que Viuda Negra era un «gran contraste» al Capitán América, y la describió como «increíblemente moderna, no muy reverente, y muy directa, mientras que Steve es, ya sabes, un hombre de los años 40. No es un boy scout, pero es reservado y tiene un centro moral, mientras que el centro moral de ella se mueve».[12] Los Russo añadieron, «Ella es un personaje que trabaja de mentir. Eso hace. Él es un personaje que dice la verdad. Dales un problema y tendrán formas distintas de abordarlo. Ella lo impulsa a modernizarse, y él la impulsa a tener un cierto nivel de integridad en su vida».[13] Cuando le preguntaron sobre la relación de Romanoff con Rogers, Johansson respondió, «Mediante una serie de encuentros desafortunados, estarán en una situación en la que su amistad se vuelve más íntima. Comparten muchas similitudes porque viven a la defensiva sin depender de nadie. Además, ambos han estado trabajando para el gobierno a lo largo de su carrera profesional. Con su amistad comienzan a cuestionar lo que quieren y cuál es su verdadera identidad».[14]
- Sebastian Stan como Bucky Barnes / Soldado del Invierno:
El mejor amigo de la infancia de Rogers, que ha resurgido como un asesino físicamente mejorado y con el cerebro lavado, luego de pensarse muerto en combate durante la Segunda Guerra Mundial.[10][15] En cuanto al personaje, Feige dijo, «el Soldado del Invierno ha estado metódicamente, casi como un robot, siguiendo órdenes por setenta años».[16] Stan dijo que a pesar de que su contrato de nueve películas con Marvel Studios incluía su aparición en El primer vengador, no estaba seguro de que Bucky tendría un regreso inminente,[17] y solo oyó que el título oficial de la secuela era «el Soldado del Invierno» a través de un amigo que había asistido a la Comic-Con de San Diego.[18] Stan pasó por cinco meses de entrenamiento físico para prepararse para el papel e hizo investigación histórica, y declaró, «Me sumergí en todo lo de la Guerra Fría. Busqué al KGB. Busqué a todo tipo de películas de espías, y todo tipo de documentales sobre esa época, y cómo era. Tomé todo de ese periodo. Lo que sea de lavado de cerebros».[19] Stan también practicó a diario con una navaja de plástico para poder hacer los trucos de navaja del Soldado del Invierno sin la ayuda de un doble de riesgo.[20] Con respecto a la transición de Bucky en el Soldado del Invierno, Stan dijo, «Sabes, la verdad de la situación es que aunque se ve muy diferente y hay cosas diferentes sobre él, aún viene de la misma persona. Creo que podrán ver eso a pesar de todo. Creo que parte de mi objetivo era asegurarme de que fuera visible una extensión de esa versión, pero con un color diferente en cierto sentido. Creo que sigue siendo el mismo; está cortado por la misma tijera».[21] Stan sintió que la presentación del personaje en The Winter Soldier era «un avance del tipo», previo a la exploración de más aspectos del personaje en la secuela de la película, Capitán América: Civil War.[22]
- Anthony Mackie como Sam Wilson / Falcon:
Un ex pararrescatista entrenado por el ejército en combate aéreo usando una mochila alada específicamente diseñada.[10] Sobre el papel, Mackie dijo que «[Wilson es] un tipo muy listo que pasó por un importante entrenamiento militar y se convierte en un líder táctico».[23] También remarcó, «Es el primer superhéroe afroamericano. Me hace sentir que todo lo que trabajé ha dado resultado. Tengo un hijo, sobrinos y sobrinas, y me encanta la idea de que puedan vestirse como Falcon en Halloween. Ahora tienen a alguien que pueden idolatrar. Es un gran honor para mí».[24] Marvel, que eligió a Mackie por su «energía y sentido de diversión»,[13] no lo dejó leer el guion antes de contratarlo.[25] Mackie pasó cinco meses entrenando dos veces al día y haciendo una dieta de once mil calorías por día para ponerse en forma para el papel.[26] Sobre la relación de Rogers con Wilson, Evans dijo, «Conocer al personaje de Mackie, que solía ser soldado, y ahora trabaja en VA asesorando tipos que regresan con estrés postraumático; conectan en ese nivel. Creo que ambos son guerreros heridos que no sangran sobre otros. Cap no tiene nadie sobre quien sangrar. Creo que Mackie sabe como lidiar con gente así [...] A veces cuando las cosas andan mal, confiar en un extraño es lo correcto».[27]
- Cobie Smulders como Maria Hill:
Una agente de alto rango de S.H.I.E.L.D. que trabaja estrechamente con Nick Fury.[28] Smulders dijo que realizó algunas de sus propias escenas de riesgo en la película, y explicó, «Intento hacer mis propias escenas de riesgo siempre que puedo. Solo me permiten hacer ciertas escenas de riesgo. Hay un increíble equipo de actores de riesgo que hacen la mayoría del trabajo en esta película. Pero yo estudié mucho taekwondo. También hice mucho entrenamiento solo con armas porque no estoy muy cómoda con armas. Tuve que ponerme cómoda porque así es mi personaje [...] Me gusta ponerme realmente física para sentirme empoderada cuando estoy en el set e incluso aunque no se vea en pantalla, quizás estoy hablando que que no se ve fuera de cámara».[29]
- Frank Grillo como Brock Rumlow:
El comandante de S.T.R.I.K.E., el equipo contraterrorista de S.H.I.E.L.D.[30] Sobre el personaje, Grillo dijo, «Es un tipo rudo. Básicamente le da una golpiza a todos en la película y eso es todo».[31] En cuanto al alter ego de Rumlow, el actor dijo, «Desde el principio los Russo dijeron, "Mira, esta es una película de origen para este personaje. Vamos a descubrir quién es y esta es una película grande con muchas partes móviles, pero vamos a descubrirte en esta película y, sabes, aquí está la información sobre en quién se convierte Brock Rumlow y bla, bla, bla". Y así hemos tenido muchas discusiones sobre qué viene después, eso. Así que, sabes, es obvio que Rumlow está cubierto en escombro y rostizado al final, pero ves que aún está allí. No hacen eso sin razón alguna».[32]
- Emily VanCamp como Sharon Carter:
Una agente de S.H.I.E.L.D. con la asignación de vigilar a Rogers sin el conocimiento de él.[10][33] Sobre el personaje, VanCamp dijo, «Interpreto a Agente 13 / Sharon Carter, que todos conocen pero no tocamos eso en esta película. Solo estamos presentándola. Cuando la vemos por primera vez nos damos cuenta de que está viviendo al lado del Capitán América [...] hay algo pasando entre ellos y como todos sabemos en los cómics tuvieron un romance de vez en cuando por años. Tuvieron una relación muy complicada. Es casi como si estuvieran sembrando eso ahora. Dejan lugar para ir a donde sea que quieran ir con ello».[31] En cuanto a su elección, Joe Russo dijo, «Queríamos a alguien en quien Cap pudiese tener interés de inmediato. Debía ser una persona de voluntad firme, y sentimos que la actuación de Emily en Revenge fue un gran tubo de ensayo para lo que este personaje podría ser. Obviamente es muy creíble con lo físico, se sostiene muy bien en pantalla, e incluso se ve como el personaje del cómic».[34]
- Hayley Atwell como Peggy Carter:
Una agente militar retirada con la Reserva Científica Estratégica y cofundadora de S.H.I.E.L.D., que es un antiguo interés amoroso de Steve Rogers.[35] Sobre recibir el guion, Atwell se dio cuenta de que el personaje «tendría noventa y seis años, y estaría hasta la coronilla de prótesis».[36] El equipo de efectos visuales no estaba satisfecho con el maquillaje inicial usado para que Atwell se viera mayor, y finalmente recurrió a envejecerla mediante imágenes generadas por computadora.[37]
- Robert Redford como Alexander Pierce:
Un alto funcionario dentro de S.H.I.E.L.D.,[35] un miembro del Consejo Mundial de Seguridad y un viejo camarada de Nick Fury.[38] Redford fue elegido en parte como homenaje a sus papeles en películas de suspenso de la década de 1970 como Three Days of the Condor,[39] y por lo que los directores describieron como «un actor legendario que interpreta un papel de villano» similar a Henry Fonda en C'era una volta il West.[40] En cuanto a qué lo atrajo a la película, Redford dijo que le interesó que fuera diferente a su trabajo usual,[41] y que «quería experimentar esta nueva forma de cine que ha aparecido donde personajes animados que cobran vida mediante alta tecnología».[42]
- Samuel L. Jackson como Nick Fury:
El director de S.H.I.E.L.D.[43] En cuanto al cuestionable código ético de Fury, Jackson dijo, «Casi todo lo que sale de la boca de Nick Fury es una mentira en cierto sentido. Debe preguntar, ¿se está mintiendo a sí mismo también? Tiene una muy buena idea de lo que ocurre, pero su paranoia evita que crea parte de ello».[9] Jackson añadió, «Se ve a Nick Fury el oficinista ocuparse del trabajo diario de S.H.I.E.L.D. y la política, en vez de esas otras cosas. Es genial que lidie con Capitán América en términos de poder hablar con él de soldado a soldado e intentar explicarle cómo ha cambiado el mundo de otro modo mientras estaba congelado en el tiempo. Algunas de las personas que solían ser nuestros enemigos ahora son nuestros aliados; él intenta averiguar "Bueno, ¿cómo confiamos en estos tipos?" o "¿Cómo confiamos en los tipos en lo que tú no confiabas y que no confían en ti?" Y explicarle que el blanco y negro de buenos y malos se ha convertido en un área gris».[38] McFeely dijo, «Fury representa un obstáculo para Steve en ciertos sentidos. No siempre coinciden en cómo debería usarse S.H.I.E.L.D.»[13] Los guionistas le dieron a Fury un papel más prominente en The Winter Soldier, ya que dentro de una trama que muestra el desmantelamiento de S.H.I.E.L.D., Fury «paga[ría] el precio por ello». También tuvieron la intención de mostrar a un personaje, que hasta entonces parecía un hombre al mando seguro de sí mismo, como vulnerable, para incrementar el sentido de peligro en la conspiración de Hydra.[40]

Además, Toby Jones, Maximiliano Hernández, y Garry Shandling repiten sus papeles de anteriores películas del UCM como Arnim Zola, Jasper Sitwell, y el Senador Stern, respectivamente. Georges St-Pierre interpreta a Georges Batroc, un mercenario y maestro de la forma de kick boxing francesa conocida como savate. Callan Mulvey interpreta a Jack Rollins, un miembro de la unidad S.T.R.I.K.E. de S.H.I.E.L.D. Chin Han, Jenny Agutter (que previamente apareció en The Avengers), Alan Dale y Bernard White aparecen como miembros del Consejo Mundial de Seguridad. Los actores cómicos Danny Pudi y DC Pierson tienen papeles menores como un técnico de S.H.I.E.L.D. y un empleado de una Apple Store, respectivamente. Gary Sinise narra una exhibición temática del Capitán América en el Instituto Smithsoniano, y Stan Lee tiene un cameo como un guardia de seguridad allí. Ed Brubaker, creador del Soldado del Invierno, también tiene un cameo como un científico que trabaja en el personaje. El codirector Joe Russo hace un cameo como un médico, y Christopher Markus y Stephen McFeely aparecen como dos interrogadores de S.H.I.E.L.D. Thomas Kretschmann, Henry Goodman, Elizabeth Olsen y Aaron Taylor-Johnson aparecen, no acreditados, como el Barón Wolfgang von Strucker, el Dr. List, la Bruja Escarlata y Quicksilver, respectivamente, en la escena entre créditos.

## Doblaje
| Intérpretes        | Personaje                      | Doblaje español      | Doblaje hispanoamericano |
| ------------------ | ------------------------------ | -------------------- | ------------------------ |
| Chris Evans        | Steve Rogers / Capitán América | Raúl Llorens         | José Antonio Macías      |
| Scarlett Johansson | Natasha Romanoff / Viuda Negra | Joël Mulachs         | Rosalba Sotelo           |
| Anthony Mackie     | Sam Wilson / Falcon            | José Luis Mediavilla | Eduardo Ramírez Pablo    |
| Samuel L. Jackson  | Nick Fury                      | Miguel Ángel Jenner  | Gerardo Vásquez          |
| Robert Redford     | Alexander Pierce               | Manolo García        | Arturo Mercado           |
| Sebastian Stan     | Sargento James «Bucky» Barnes  | David Jenner         | Irwin Daayán             |
| Frank Grillo       | Brock Rumlow                   | Paco Gázquez         | Rafael Pacheco           |
| Cobie Smulders     | Maria Hill                     | Cristina Mauri       | Marisol Romero           |
| Emily VanCamp      | Sharon Carter                  | Pilar Martín         | Vanessa Acosta           |
| Jenny Agutter      | Consejera Hawley               | Margarita Ponce      | Claudia Contreras        |
| Toby Jones         | Arnim Zola                     | Pep Sais             | Eduardo Tejedo           |
| Garry Shandling    | Senador Stern                  | Eduardo Muntada      | Humberto Vélez           |
| Hayley Atwell      | Peggy Carter                   | Graciela Molina      | Christine Byrd           |
| Stan Lee           | Guardia del Museo              | Salvador Moreno      | Jesse Conde              |

## Producción

### Desarrollo
En abril de 2011, antes de que Capitán América: el primer vengador se estrenara en cines, los guionistas Christopher Markus y Stephen McFeely anunciaron que Marvel ya los había contratado para trabajar en la secuela de la película. En septiembre de 2011, Chris Evans dijo que una secuela podría no estrenarse hasta 2014. En enero de 2012, Neal McDonough, que interpretó a Dum Dum Dugan en El primer vengador, mencionó que probablemente se rodaría una secuela luego de completar Thor: The Dark World, que habría sido antes del fin de 2012. Para marzo de 2012, Marvel redujo los directores posibles para la secuela a tres candidatos, George Nolfi, F. Gary Gray, y los hermanos Anthony y Joe Russo. Walt Disney Studios anunció el estreno planeado de la secuela de Capitán América: el primer vengador para el 14 de abril de 2014. Declaró Disney, «La segunda entrega comenzará donde [...] The Avengers terminó, mientras Steve Rogers continúa su afiliación con Nick Fury y S.H.I.E.L.D. y se esfuerza por aceptar su papel en el mundo moderno». Markus luego profundizó, «Creo que S.H.I.E.L.D. es el agua en la que [Rogers está] nadando. Es definitivamente una película de Capitán América. Sabes, si la primera película se trataba del Ejército de EE.UU., entonces esta se trata de S.H.I.E.L.D. [...] Conocerán S.H.I.E.L.D. Sabrán de dónde salió, adónde se dirige y algunas de las cosas geniales que tienen». En abril, F. Gary Gray retiró su nombre de la consideración, y eligió en vez dirigir la película biográfica de N.W.A, Straight Outta Compton.

#### Guion
McFeely dijo que el proceso de escritura comenzó a mediados de 2011, cercano al estreno de El primer vengador, con él y Markus «deambulando con la esperanza de que hubiese una segunda y tiramos muchas ideas para ver cuál quedaba». Los primeros meses de escritura fueron un proceso de ida y vuelta con Marvel, pero luego de que terminaron un esbozo, la historia no cambió mucho. Optaron por situar la historia en la actualidad y, luego de «experimentar con elementos retrospectivos de más cosas del periodo de la Segunda Guerra Mundial», decidieron abandonar las escenas retrospectivas, ya que «se volvía pesado». La película sería «Cap contra el mundo en el que hoy vivimos», y evitaría el exceso de comedia con respecto al cambio temporal del héroe, ya que Markus consideraba al Capitán «el hombre más adaptable del planeta». El tono sería más realista a pesar de la tecnología avanzada, en contraste a los elementos de fantasía tanto de la primera Capitán América como de The Avengers. Sin embargo, los orígenes del cómic garantizaban que la película no sería verosímil. Esto fue un desafío en la revelación de Arnim Zola, que tuvo que reescribirse extensamente para transmitir cómo «este paranoico thriller de espionaje frena bruscamente y cambia rápidamente de rumbo con este fantasma en la máquina» que introduce más elementos de ciencia ficción.
Markus y McFeely querían adaptar la historia del Soldado del Invierno de Ed Brubaker de los cómics, la que describieron como «el tono de la franquicia moderna de Cap», pero le tomó al dúo seis meses convencerse de que podían hacerlo. En el ínterin, mientras pensaban cómo progresar desde el tono bélico de El primer vengador, los guionistas se decidieron por el género conspirativo para el guion, y citaron a Three Days of the Condor, The Parallax View y Marathon Man como influencias, sintiendo que comunicaba mejor los problemas de confianza y los valores contrastantes del Capitán América en el nuevo mundo en el que vivía, y dijo Markus, «Si pones a un hombre de la década de 1940 en la geopolítica de la actualidad, todo va a parecer como una conspiración. Parecerá sucio, deshonesto y sospechoso, y la gente no dirá la verdad». Three Days of the Condor en particular se usó como la fuente principal de la estructura del guion, siguiendo la idea del protagonista perseguido por una amenaza que él, junto con la audiencia, recién descubre a mitad de la película.
Los guionistas sintieron que este enfoque era similar a como Stan Lee reinventó al Capitán América en las décadas de 1960 y 1970, con «El Capitán lidiando con todas las mismas cosas con las que el país [estaba] lidiando —Vietnam, Watergate y todo eso— así que tiene opiniones sobre eso», y así hizo al «tipo que es aparentemente de los años 1940 con más blanco y negro reaccionar a este mundo fundamentalmente gris en el que vivimos». El presidente de Marvel Studios Kevin Feige describió a la película como un thriller político, y mientras el dúo se esforzaba por resolver el tercer acto, Feige sugirió que S.H.I.E.L.D. fuera derribara y que Capitán América combatiese a la agencia. Los guionistas pensaron que este era un gran elemento narrativo, para implementar «la manifestación física de Cap cambiando el mundo». Markus incluso señaló cómo los cómics de la década de 1970 tenía conspiraciones similares. La revelación de Hydra aseguró la inclusión de personajes que regresaban entre los villanos encubiertos, así como referencias a los cómics como Arnim Zola aún convida como una máquina. Feige luego profundizó en la naturaleza de thriller político de la película, diciendo,
En nuestro intento de que todas nuestras películas se sientan únicas y diferentes, nos encontramos volviendo a cosas como [Three Days of the Condor]. También los otros thrillers políticos de los años 70: The Parallex View, Todos los hombres del presidente. Esta era una época en la que Cap existía en los cómics. Se encontraba en los vibrantes años 60, seguidos por la era Watergate, seguida por la era de Reagan, seguida por donde estamos ahora. En los cómics fue un tremendo viaje para Steve. Y no podíamos hacerlo pasar por esos años porque en nuestro universo cinematográfico estaba dormido. Pero queríamos forzarlo a confrontar ese tipo de dilema moral, algo con ese savor de los años 70. Y en nuestra película eso toma la forma de S.H.I.E.L.D.
Feige declaró que Steve Rogers se vería acompañado por otros personajes de The Avengers como Viuda Negra y Nick Fury, porque al contrario de Tony Stark y Thor, que podían regresar a sus propios personajes secundarios, Rogers no tenía nadie a quien regresar, «y tenía sentido que fuera el que se quedara con los remanentes de los Vengadores al final de la película». Los guionistas consideraron incluir a Ojo de Halcón, pero «no tenía suficiente para hacer y de repente parecía como si le diéramos poca atención», lo que llevó a que Viuda Negra cumpla todos sus papeles y Joe Russo añadió que la agenda de Jeremy Renner no se pudo acomodar para que apareciera. En cuanto a por qué Cráneo Rojo de El primer vengador no apareció en The Winter Soldier, Joe Russo explicó, «Sé que tenemos un tipo en una computadora, pero el tono que buscábamos era de un thriller conspirativo. Y queríamos intentar que la película fuera lo más realista que pudiéramos. Y Cráneo Rojo es un personaje fantástico y no necesariamente encajaba en Cap 2, en especial porque se trataba de la caída de S.H.I.E.L.D. Ciertamente Hydra existe y este es su legado, pero hay algo interesante sobre el hecho de que su legado sobrevivió al cráneo. Y siguen lidiando con sus demonios, pero no necesariamente con él». Chris McKenna, que trabajó con los hermanos Russo en la comedia Community, contribuyó al guion con chistes para la película.

### Preproducción
| Es difícil hacer una película política que no sea actual. Eso lo que diferencia a un thriller político de un thriller. Y eso es lo que suma a la paranoia de los personajes y la experiencia de la audiencia de esa paranoia. Pero también estamos muy obsesionados con la cultura popular y nos encanta la actualidad, así que impulsamos para [tener] escenas que, afortunada y desafortunadamente, sucedieran [durante el momento en que Edward] Snowden dejó la NSA. Eso ya estaba en el espíritu de la época. Todos leíamos los artículos que salían cuestionando los ataques de drones, ataques preventivos, libertades civiles; [Barack] Obama hablando sobre a quién matarían [...] Queríamos poner todo eso en la película porque sería un contraste a la [mentalidad] de la mejor generación del [Capitán América]. —Anthony Russo, co-director de Captain America: The Winter Soldier |

En junio de 2012, los hermanos Russo entraron en negociaciones para dirigir la secuela, y se confirmó que Samuel L. Jackson regresaría como el líder de S.H.I.E.L.D. Nick Fury. Feige buscó a los Russo luego de ver el paródico final de la segunda temporada de Community que dirigieron, y por las ideas adicionales que llevaron a la presentación inicial de la historia. Joe Russo detalló que la intención era un thriller político, y que «todos los grandes thrillers políticos contienen problemas muy actuales que reflejan la ansiedad de la audiencia». Así, los hermanos optaron por incluir referencias a guerras de drones, asesinato selectivo y vigilancia mundial. Joe señaló incluso cómo durante la fotografía principal, los problemas se volvían más actuales debido a la revelación de varios documentos relacionados con la vigilancia de la Agencia de Seguridad Nacional. En la Convención Internacional de Cómics de San Diego de 2012, se anunció que el título oficial de la secuela sería Captain America: The Winter Soldier, y que los hermanos Russo dirigirían la película. Luego de firmar para dirigir, los Russo se reunieron con Ed Brubaker para aprender más de los orígenes del personaje del Soldado del Invierno, sus pensamientos y los temas detrás del personaje. En julio de 2012, Anthony Mackie entró en negociaciones para interpretar a Falcon junto a Chris Evans en la secuela. También se confirmó que Sebastian Stan repetiría su papel como James Barnes. Para agosto de 2012, Anna Kendrick, Felicity Jones e Imogen Poots eran las favoritas en consideración para un papel principal en la película.
En septiembre de 2012, Chris Evans declaró que el rodaje comenzaría en marzo de 2013. Evans también afirmó que la adaptación de Rogers al mundo moderno, que originalmente iba a incluirse en The Avengers, sería más adecuada para Captain America: The Winter Soldier. Al final del mes, la Gran Comisión de Cine de Cleveland anunció que la película sería rodada en Cleveland, Ohio luego de que se aprobó la producción por un crédito fiscal de USD 9,5 millones. El productor Nate Moore dijo que luego de haber servido como ubicación en The Avengers, el gobierno de Cleveland ayudó a proveer grandes locaciones de filmación, que «ofreció valor de producción que probablemente no podríamos haber construido en un plató». McFeely bromeó que durante la escritura de ambiciosas escenas de acción «no sabía que una gran metrópolis estadounidense diría "Por supuesto, corta cinco kilómetros de autopista y hazlo"». También se programó que parte de la película se rodara en California y Washington D. C.
En octubre, Emilia Clarke, Jessica Brown-Findlay, Teresa Palmer, Imogen Poots y Alison Brie estaban en consideración para el interés amoroso de Rogers en la película, y Scarlett Johansson regresó para repetir su papel como Viuda Negra. Más adelante ese mes, Frank Grillo audicionó para el papel del villano Calavera, y para fin de mes, Grillo cerró un trato para interpretar al personaje y Cobie Smulders firmó para repetir su papel como Maria Hill de The Avengers.
En enero de 2013, Hayley Atwell, que interpretó a Peggy Carter en Capitán América: el primer vengador, dijo que no aparecería en la secuela. Sin embargo, Stanley Tucci, que interpretó al Dr. Abraham Erskine en la película anterior, más tarde dijo que Atwell reaparecería en una escena retrospectiva. También en enero, Marvel Studios anunció que la película se estrenaría en 3D, y Anthony Mackie dijo que el rodaje comenzaría el 1 de abril de 2013. Más adelante ese mes, Toby Jones, que interpretó a Arnim Zola en la primera película, dijo que repetiría su papel en la secuela. Para el fin del mes, se estaban construyendo escenarios para un rodaje en los Raleigh Manhattan Beach Studios en Los Ángeles.
En febrero de 2013, Emily VanCamp entró en negociaciones para un papel protagónico en la película. En marzo de 2013, se informó que Maximiliano Hernández repetiría su papel como el agente de S.H.I.E.L.D. Jasper Sitwell de Thor y The Avengers y Robert Redford entró en conversaciones para unirse al reparto, como un miembro de alto rango de S.H.I.E.L.D., lo que luego confirmó. Hacia fines de marzo, el luchador de UFC Georges St-Pierre fue elegido como un personaje basado en Batroc el saltador de los cómics.
El uniforme del Capitán América fue alterado de los que aparecen en películas anteriores, con un componente balístico a base de Kevlar que protegería al Capitán América, pero al mismo tiempo funcionaría como un uniforme militar. Joe Russo dijo, "Queríamos usar su traje de supersoldado de la [serie Steve Rogers: Super Soldier] como una forma de representar, temáticamente, su lugar en el mundo de S.H.I.E.L.D. y la diferencia entre trabajar para S.H.I.E.L.D. y ser el Capitán América." Para el traje de Falcon, los cineastas estaban interesados en añadir un diseño más técnico que el representado en los cómics, al incluir cintas, correas y equipo reales y quitar los elementos del cómic.

### Rodaje

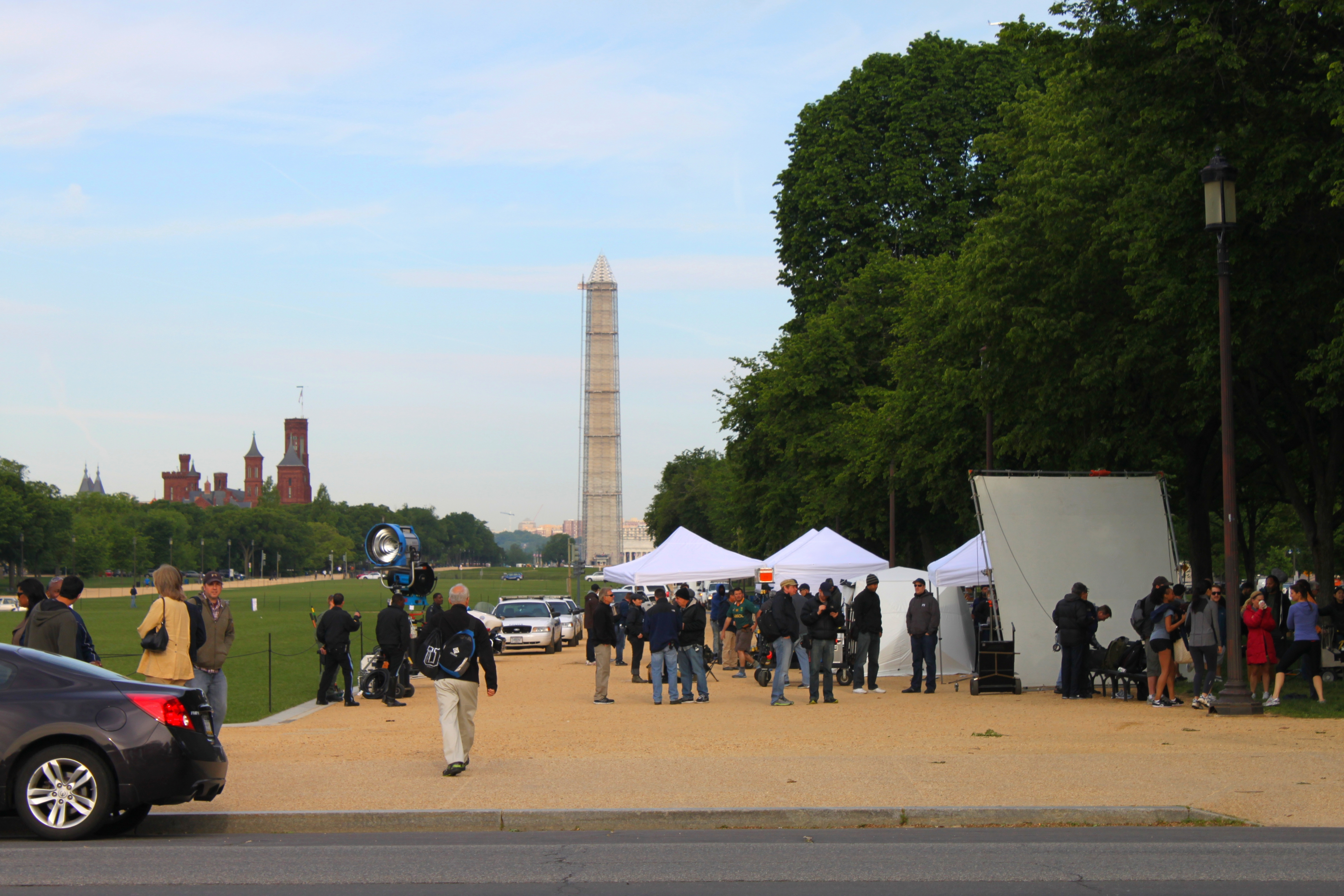
Set de filmación de Captain America: The Winter Soldier en el National Mall.

La fotografía principal comenzó el 1 de abril de 2013, en los Raleigh Manhattan Beach Studios en Los Ángeles, bajo el título de producción Freezer Burn. Las escenas situadas en el Lemurian Star se filmaron en el Sea Launch Commander, atracado en Long Beach, California. A principios de mayo, Dominic Cooper confirmó que regresaría como Howard Stark. El 14 de mayo de 2013, la producción se trasladó a Washington D. C., donde se filmó en el National Mall y el puente Theodore Roosevelt. Al día siguiente, Garry Shandling fue visto en el set repitiendo su papel de Iron Man 2 como el Senador Stern. Entre otras locaciones de filmación en Washington D. C. se encontraron el Hotel Willard y Dupont Circle.
El rodaje en Cleveland comenzó el 17 de mayo y estaba previsto para durar hasta mediados de junio, con ubicaciones programadas en West Shoreway, la Planta de Tratamiento de Aguas Residuales del Sur en Cuyahoga Heights y la Presa del Cementerio Lakeview. Cleveland fue elegida como suplente de Washington D. C., y la calle 6 Este de la ciudad fue doble de las calles 7 y D en Southwest D.C. Entre otras locaciones en Cleveland se encontraron el Banco de la Reserva Federal de Cleveland, la Biblioteca Pública de Cleveland, la Universidad Estatal de Cleveland, Cleveland Arcade, Tower City Center, el Museo de Arte de Cleveland, y la Sociedad Histórica de la Reserva Occidental. Las tomas en interiores se filmaron dentro de viviendas particulares y la Iglesia Congregacional Peregrina en Tremont. El rodaje en Cleveland concluyó el 27 de junio de 2013.
Trent Opaloch, conocido por su trabajo en District 9 y Elysium, fue contratado como el director de fotografía. Opaloch declaró que mientras que intentó emular a los thrillers de la década de 1970 que sirvieron como inspiración para los guionistas y directores, intentó darle realismo con la puesta en escena y la iluminación mediante «encuadre clásico e iluminación naturalista», y filmó con cámara en mano. Para lograr esto, Opaloch usó cámaras Arri Alexa Plus 4:3 con lentes anamórficos Panavision y grabadoras Codex Digital. El trabajo de dobles apuntó a acción realista, con efectos prácticos como prioridad. Las escenas de lucha se ensayaron por meses, con una coreografía que buscaba destacar las cualidad sobrehumanas del Capitán América, y «alejarse de la acción impresionista a la especificidad»: la incursión en el buque de S.H.I.E.L.D. tenía sigilo mientras el Capitán América eliminaba enemigos para evitar ser detectado, y el combate en la autopista con el Soldado del Invierno fue más «de último minuto» para resaltar el esfuerzo del personaje para sobrevivir.
En contraste al montaje rápido y las cámaras en movimiento del cine de acción moderno, The Winter Soldier buscó tener escenas de acción más largas que se sintieran más viscerales y peligrosas. Los Russo mencionaron la escena del robo al banco de Heat como una gran influencia, la que describieron como «los ocho minutos más intensos de cine que he visto en una sala de cine», y las escenas de acción dirigidas por Brian De Palma, como el robo a la bóveda en Misión imposible, donde «personajes muy agradables son puestos en situaciones imposible que ponen a la audiencia al límite por cómo escaparán». La emboscada a Nick Fury en la calle y Capitán América en el ascensor son ejemplos de este tipo de escenas.

### Posproducción
La fotografía adicional se filmó en diciembre de 2013 y enero de 2014, para que los Russo mostraran con precisión el estado de cada personaje luego de la caída de S.H.I.E.L.D., y leyeron el guion de Avengers: Age of Ultron para guiar sus decisiones. Joss Whedon, director de The Avengers y Age of Ultron, escribió y dirigió la escena entre créditos, que mostraba a Quicksilver, la Bruja Escarlata, y al Barón Wolfgang von Strucker. Las secuencias de títulos fueron creadas por la firma de diseño Sarofsky, que había trabajado con los Russo desde Community. Sarofksy colaboró con el historietista David W. Mack en las secuencias.
Anthony Mackie dijo que los hermanos Russo hicieron uso mínimo de imágenes generadas por computadora, y afirmó, «Los Russo, lo que hicieron que es tan genial fue, querían quedarse con la acción real, que es una forma de arte moribunda. Si pueden construirlo, lo construyen. Si podíamos hacerlo, lo hicimos. Querían hacer la menor cantidad de efectos por computadora posible. Por eso la película se ve tan binen». No obstante, seis compañías de efectos especiales participaron de la creación de efectos visuales de la película, incluidas Industrial Light & Magic (ILM), Scanline VFX, Lola VFX, Luma Pictures, Whiskytree y The Embassy, con la previsualización completada por Proof. La película contiene dos mil quinientas tomas de efectos visuales, novecientas de ellas hechas por ILM. La película hizo uso extensivo de dobles digitales. Russell Earl, supervisor de efectos visuales de ILM, dijo, «El personaje en el que más trabajamos fue Falcon. Sabíamos que íbamos a hacer alas generadas por computadora. También hicimos algunas tomas con cables y algunas con dobles de riesgo y reemplazo de cabeza. Y necesitamos un doble digital muy bueno».
Lola VFX, que trabajó en las escenas de Steve Rogers antes del suero en esta película y en Capitán América: el primer vengador, también trabajó en tomas con Peggy Carter de anciana. Esto requirió transponer digitalmente las características faciales de una actriz anciana sobre el rostro de la actriz Hayley Atwell que había dicho sus líneas sin maquillaje y solo unos pocos puntos de seguimiento.
Los Helitransportes en la película fueron completamente digitales. Earl dijo, «En [The Avengers] era más como un portaaviones, ahora es un portaaviones con la suma de armas de batalla del tamaño de buques. Estuvimos por todas partes con los transportes [con la cámara virtual]. Estuvimos en los muelles, volando junto a ellos. Tuvimos muchos primeros planos y ángulos diferentes. Y no solo teníamos uno; teníamos tres. Además, tuvimos que destruirlos todos». Este entorno generado por computadora también se usó en primeros planos. Earl dijo, «El desafío era lograr todos los detalles para que parezca una nave real y funcional. Creamos detalles hasta las barandillas y las cosas a escala humana. [...] Para las tomas en las que los destruíamos, tuvimos que tener los interiores también; los pasillos, las zonas de almacenamiento». Muchas de las tomas de Washington D. C. fueron creadas digitalmente debido a numerosas restricciones de vuelo en la ciudad que requirieron la recreación de ubicaciones por computadora. Sin embargo, se filmaron imágenes aéreas de la ciudad y se usaron para fotografías de imagen real para tomas con el Triskelion, que está ubicado en la Isla Theodore Roosevelt en el río Potomac.
Se hicieron doscientas cincuenta versiones diferentes de la película, para acomodarla a los distintos formatos en los que se estrenaría localmente, y teniendo en cuenta también la localización y los formatos internacionales. Las versiones tuvieron que completarse en diecisiete días, frente a un tiempo de respuesta normal de tres a cuatro semanas para películas contemporáneas, para llegar a su fecha de estreno. Uno de los varios cambios para la localización fue el contenido de la lista en el cuaderno del Capitán América que se ve al inicio de la película. Los primeros cinco ítems eran diferentes dependiendo de dónde se estrenaría la película, mientras que los últimos cinco eran los mismos en todas las versiones. Marvel realizó encuestas en línea que le permitían a los fanáticos seleccionar los ítems que aparecieran en el estreno de cada país.

## Música
En junio de 2013, Henry Jackman oficialmente anunció que sería el compositor de la banda sonora de la película. Sobre la banda sonora, Jackman dijo, «es 50% producción y todos los trucos que he aprendido de pasar años en la industria discográfica, pero también tiene la inyección de música sinfónica, temática y heroica que se fusiona en una pieza musical y con suerte coherente». Hollywood Records lanzó el álbum el 1 de abril de 2014.

## Mercadotecnia
En julio de 2013, Marvel Studios lanzó un teaser póster que mostraba un escudo del Capitán América dañado y descolorido. El Los Angeles Times dijo, «la imagen sugiere que [el Capitán América] podría ver una seria batalla en la secuela» mientras que Rolling Stone comentó, «la imagen insinúa temas más oscuros en la secuela». Más adelante ese mes, El jefe de Marvel Studios y productor Kevin Feige, los directores Joe y Anthony Russo, y miembros de elenco asistieron a una panel en la Convención Internacional de Cómics de San Diego de 2013 y presentaron escenas de la película. Además, Marvel colocó cabinas con una exhibición similar al Smithsoniano que mostraba al Capitán América y los Comandos Aulladores de Capitán América: el primer vengador. Al final del mes, los espectadores en el evento Disney Fandom de Disney XD recibieron un vistazo de la película junto a otras de la Fase Dos.
En agosto de 2013, Feige, Evans, Stan y Mackie presentaron un clip de la película en la D23 Expo de Disney. El mes siguiente, Marvel anunció que nuevamente se asociaría con Harley-Davidson, continuando su relación de El primer vengador, donde el Capitán América condujo la motocicleta Softail Breakout de la compañía.

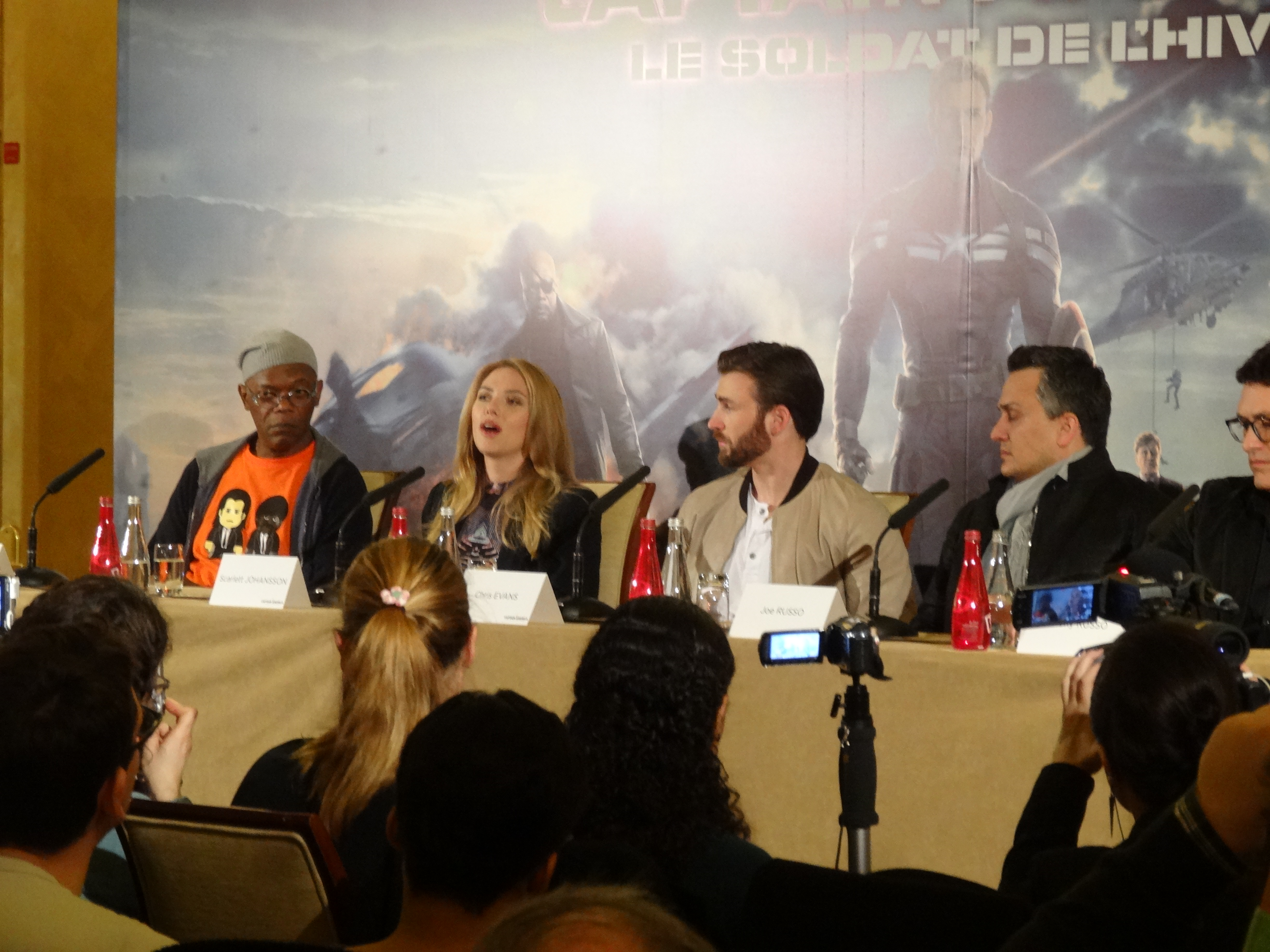
Jackson, Johansson, Evans y los hermanos Russo promocionando la película en París en marzo de 2014.

En octubre de 2013, Marvel estrenó el primer avance de Captain America: The Winter Soldier. The Hollywood Reporter comentó, «parece que estará a la altura del "thriller político" que nos han prometido por meses». El Los Angeles Times dijo, «[el] tráiler dura dos minutos y medio y sugiere bastante acción, conspiración y bromas astutas entre el Capitán América y sus colegas de S.H.I.E.L.D., con una noción de las imágenes ya vistas en la Comic-Con Internacional y la D23». También señaló que el día previo al estreno del avance, el estudio lanzó «un teaser del tráiler». El avance recibió 23,5 millones de vistas en las veinticuatro horas siguientes a su estreno. En noviembre de 2013, Jed Whedon, cocreador de la serie de televisión Agents of S.H.I.E.L.D., dijo que había planes de hacer referencia a eventos de la película en el programa, y afirmó, «Nick Fury está en [Captain America: The Winter Soldier], y S.H.I.E.L.D. aparece, así que definitivamente intentaremos preparar algo y probablemente mostrar parte de las repercusiones de esa película».
En enero de 2014, Disney anunció que en honor a la película, el Capitán América aparecería en Disneyland. La experiencia de bienvenida se inauguró el 7 de marzo de 2014 y se llama Captain America: The Living Legend and Symbol of Courage, ubicada en Innoventions en Tomorrowland. También en enero, Marvel Comics publicó un cómic digital preludio titulado Marvel's Captain America: The Winter Soldier Infinite Comic, escrito por Peter David, con arte de Rock-He Kim. El cómic muestra el regreso de «Zodiac», la misteriosa arma vista por primera vez en el One-Shot Agent Carter, que ha caído en manos equivocadas. El Capitán América, Viuda Negra y Rumlow deben localizar el arma y devolverla a la protección de S.H.I.E.L.D.
El primer anuncio televisado de Captain America: The Winter Soldier se emitió durante el Super Bowl XLVIII el 2 de febrero de 2014. Según The Hollywood Reporter, Disney pagó más de cuarenta y ocho millones de dólares por cada spot de treinta segundos. El Los Angeles Times dijo, «El clip que promocionaba el estreno el 4 de abril tenía un tono melancólico reconocible, ya que el héroe patriota de Chris Evans lidia con la ambigüedad moral de la era moderna». También en febrero, Gameloft anunció que un videojuego para celulares, titulado Captain America: The Winter Soldier – The Official Game, sería lanzado en conjunto con el estreno de la película a fines de marzo de 2014, para plataformas iOS y Android. Unos días después, General Motors anunció que Chevrolet se asoció con Marvel Entertainment y proporcionó un Corvette Stingray C7 para que Viuda Negra use en la película. El vehículo hizo su debut en el Chicago Auto Show de 2014, donde fanáticos recibieron cómics de Capitán América de edición limitada. Evans fue nombrado el gran mariscal del Daytona 500 de 2014 para promocionar el estreno de la película. Más adelante ese mes, un spot televisivo de 30 segundos recibió «mucha atención en las redes sociales» por una línea que aparece en el clip. La frase, dicha por el Capitán América, sugiere que Nick Fury moriría en la película. The Hollywood Reporter comentó que todo parecía «demasiado obvio», y señaló el hecho de que Jackson, que interpreta a Fury, repetiría su papel en Avengers: Age of Ultron, aunque destacó que podría ser en una aparición retrospectiva post mortem.
En marzo de 2014, Marvel lanzó la aplicación móvil Captain America Experience, que le permitía a los fanáticos sacar fotos de sí mismos con el Capitán América, y compartirlas en Instagram y Twitter usando etiquetas específicas para desbloquear diez funciones anticipadas de la película a lo largo de Estados Unidos, que se llevaron a cabo el 20 de marzo. El 18 de marzo, ABC emitió un especial televisivo de una hora titulado Marvel Studios: Assembling a Universe, que incluía un vistazo de Captain America: The Winter Soldier. El 1 de abril de 2014, Evans y Stan tocaron la campana de apertura de la Bolsa de Nueva York en honor al estreno de la película. Jackson apareció en publicidades para Sky Broadband.

## Estreno

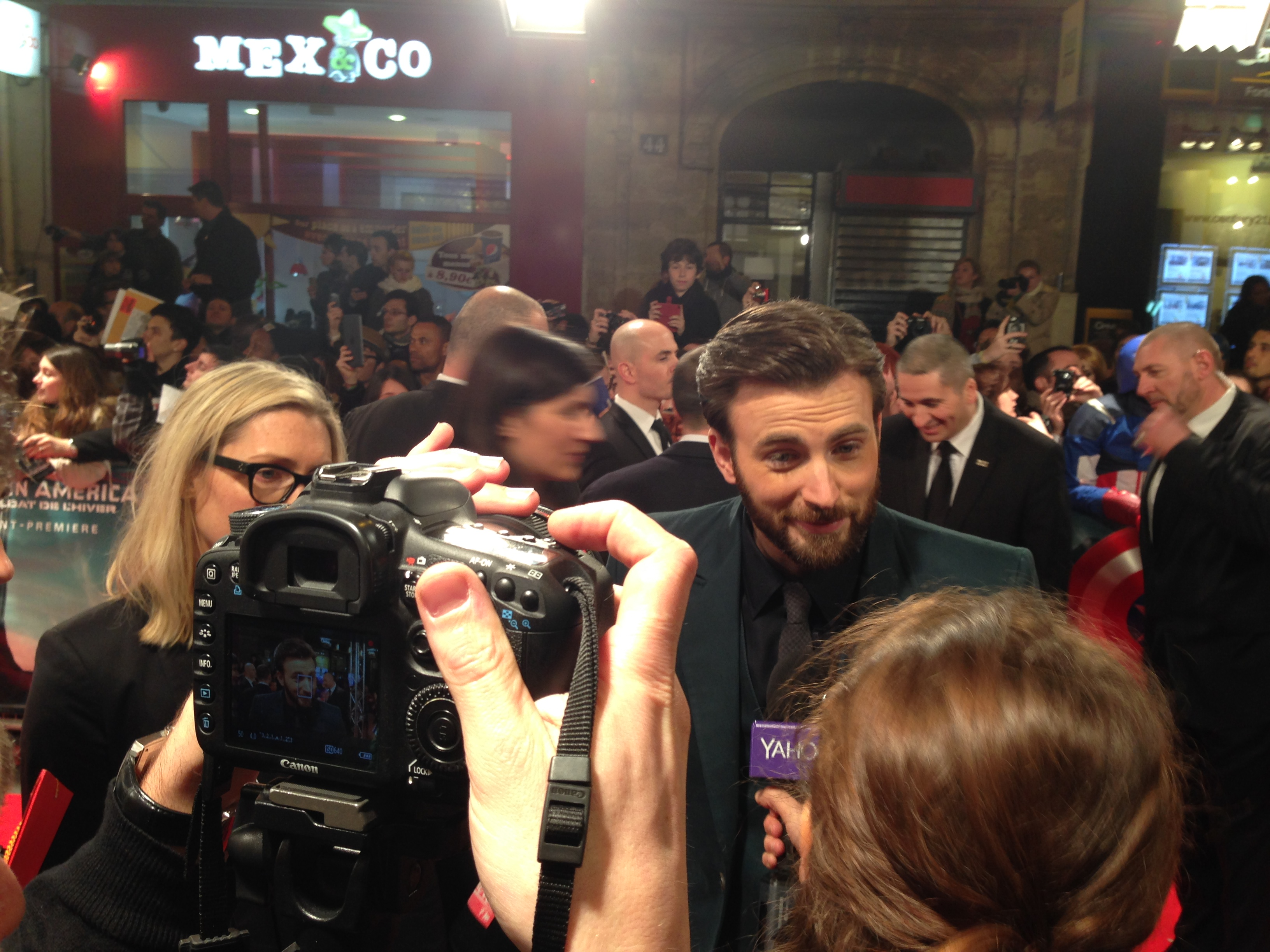
Chris Evans en la premier de París de Captain America: The Winter Soldier.

Captain America: The Winter Soldier se estrenó en 32 mercados el 26 de marzo de 2014 y en Norteamérica el 4 de abril de 2014, en 2D, 3D y IMAX 3D. La película debutó en 668 pantallas IMAX mundialmente, un récord para películas estrenadas en abril. La premier mundial se llevó a cabo el 13 de marzo de 2014 en El Capitan Theatre en Hollywood, California. La premier en París ocurrió el 17 de marzo en Le Grand Rex, la premier de Londres el 20 de marzo en Westfield London, la de Pekín se realizó el 24 de marzo y la premier de Cleveland tuvo lugar el 1 de abril. Chris Evans y Scarlett Johansson subastaron entradas a una de las funciones para la caridad.

### Formato casero
Captain America: The Winter Soldier fue lanzada en descarga digital por Walt Disney Studios Home Entertainment el 19 de agosto de 2014 y en Blu-ray, Blu-ray 3D y DVD el 9 de septiembre de 2014. Los lanzamientos en formato digital incluyen contenido de detrás de escenas, comentario de audio, escenas eliminadas y bloopers.
La película también formó parte de una caja recopilatoria de trece discos, titulada «Marvel Cinematic Universe: Phase Two Collection», que incluye todas las películas de la Fase Dos del Universo cinematográfico de Marvel. Fue lanzada el 8 de diciembre de 2015. Captain America: The Winter Soldier se estrenó en 4K Ultra HD Blu-ray el 24 de abril de 2019.

## Recepción

### Taquilla
Captain America: The Winter Soldier recaudó USD 259,7 millones en Norteamérica y USD 454,6 millones en otros territorios, para un total mundial de USD 714,4 millones. Se convirtió en la séptima más taquillera del 2014 mundialmente. Deadline Hollywood calculó que las ganancias netas de la película fueron USD 166,2 millones, contando presupuestos de producción, publicidad, participación de talento y otros costos, contra las recaudaciones de taquilla y ganancias secundarias de venta casera, colocándola novena en su lista de «superproducciones más valiosas» de 2014.
Captain America: The Winter Soldier ganó USD 10,2 millones en funciones del jueves por la noche, más del doble de la recaudación de medianoche de su predecesora. Fijó un récord de un solo día de abril (USD 36,9 millones) y de fin de semana de estreno de abril (USD 95 millones), mientras que su primer fin de semana fue un aumento del 46% sobre su predecesora. La película permaneció en el primer puesto en la taquilla por tres fines de semana consecutivos, antes de que la supere The Other Woman en su cuatro fin de semana. Alcanzó la mayor recaudación total entre películas estrenadas en el mes de abril. Al final de su temporada en cines, la película se convirtió en la cuarta más taquillera de 2014 en Norteamérica, detrás de American Sniper, Los juegos del hambre: sinsajo - Parte 1, y Guardianes de la Galaxia.
Captain America: The Winter Soldier encabezó la taquilla en su fin de semana de estreno con USD 75,2 millones de treinta y dos mercados extranjeros. La película debutó en el primer puesto en muchos territorios, entre ellos Australia, China y Rusia, y fijó un récord de fin de semana de estreno de tres días en China para una película de Disney, con USD 28,81 millones. Ocupó el primer puesto en taquilla fuera de Norteamérica por dos fines de semana consecutivos, seguido de dos semanas en el segundo, detrás de Río 2.

### Crítica
El recopilador de críticas Rotten Tomatoes informó un porcentaje de aprobación del 90% basado en 287 reseñas, con un puntaje promedio de 7,6/10. El consenso crítico del sitio dice, «Llena de suspenso y astucia política, Captain America: The Winter Soldier es una entrega superior en el canon de los Vengadores y seguramente emocionará a los entusiastas de Marvel». Metacritic, que usa una media ponderada, le asignó una puntuación de 70 de 100 basada en 48 críticos, indicando «reseñas generalmente favorables». Las audiencias encuestadas por CinemaScore le dieron a la película una nota promedio de «A» en una escala entre A+ y F.
Todd McCarthy de The Hollywood Reporter dijo que la película «da el paso audaz (para Marvel) de reducir el espectáculo generado por computadora a un relativo mínimo en favor de revivir los placeres de la acción de la vieja escuela, sorprendente desarrollo de personajes e intrigante suspenso». Scott Foundas de Variety dijo que está «llena de intenso suspenso dictado por el género, pero igualmente rica en los momentos tranquilos y sensibles de personajes que hicieron única a la primera película entre las recientes entregas de Marvel». Richard Roeper del Chicago Sun-Times comentó, «Mientras no está a la altura de The Avengers o la primera y tercera película de Iron Man, este es otro sólido capítulo en la historia de Marvel en la gran pantalla». Owen Gleiberman de Entertainment Weekly señaló la actualidad de la película, y afirmó, «Captain America: The Winter Soldier es la primera película de superhéroes desde The Dark Knight, infectada de terrorismo, que conecta directamente a lo que sucede ahora». Ty Burr de The Boston Globe dijo que la película «ofrece todo el caos en 3D generado por computadora que la audiencia ha llegado a esperar del gigante del entretenimiento Marvel, pero hay oscuridad y confusión justo por debajo de su superficie de cómics». Joe Morgenstern de The Wall Street Journal dijo, «Lo que hace a The Winter Soldier tan entretenida, y lo que la hará tan lucrativa, es su amplitud emocional; toda la vividez y matices de las vidas de estos personajes entre sus frenéticas escapadas», y sintió que reparaba todos los defectos de El primer vengador «y más».
Por otro lado, Kenneth Turan del Los Angeles Times dijo, «[Captain America: The Winter Soldier] es todo lo que una película de superhéroes de gran presupuesto debería ser, excepto inspirada». Manohla Dargis de The New York Times opinó, «Como muchas otras de su tipo, [Captain America: The Winter Soldier] tiene un comienzo cinético solo para perder fuerza antes de explotar todo». Robbie Collin de The Daily Telegraph dijo, «Es inevitable sentirse decepcionado de que un película con una premisa relativamente picante tenga, finalmente, tal aversión al riesgo». Mick LaSalle del San Francisco Chronicle dijo que la película «tiene la usual duración demasiada larga [del género de superhéroes], los amagues a medias en la dirección de sentimientos humanos y las escenas de acción obligatorias que son grandes sin ser emocionantes o particularmente legibles». Joe Williams del St. Louis Post Dispatch sintió que «En teoría esta secuela tiene algunos elementos prometedores, pero en la práctica se retira de los mismos problemas que plantea, y en una repisa junto a Capitán América: el primer vengador, The Winter Soldier palidece». Jake Coyle de Associated Press dijo que el mayor error de la película fue el manejo del Soldado del Invierno de Stan, y que se estaba «dificultando diferenciar las películas de Marvel».

### Premios y nominaciones
| Año  | Premio                                                      | Categoría                                                | Receptor(es)                                                                              | Resultado | Ref(s)  |
| ---- | ----------------------------------------------------------- | -------------------------------------------------------- | ----------------------------------------------------------------------------------------- | --------- | ------- |
| 2014 | Golden Trailer Awards                                       | Mejor acción                                             | Captain America: The Winter Soldier                                                       | Nominada  | [ 194 ] |
| 2014 | Golden Trailer Awards                                       | Mejor spot televisivo de acción                          | Captain America: The Winter Soldier                                                       | Ganadora  | [ 194 ] |
| 2014 | Golden Trailer Awards                                       | Mejor música de spot televisivo                          | Captain America: The Winter Soldier                                                       | Nominada  | [ 194 ] |
| 2014 | Teen Choice Awards                                          | Mejor película de ciencia ficción/fantasía               | Captain America: The Winter Soldier                                                       | Nominada  | [ 195 ] |
| 2014 | Teen Choice Awards                                          | Mejor actor de ciencia ficción/fantasía                  | Chris Evans                                                                               | Nominado  | [ 195 ] |
| 2014 | Teen Choice Awards                                          | Mejor actriz de ciencia ficción/fantasía                 | Scarlett Johansson                                                                        | Nominada  | [ 195 ] |
| 2014 | Teen Choice Awards                                          | Mejor química                                            | Chris Evans y Anthony Mackie                                                              | Nominados | [ 195 ] |
| 2014 | Teen Choice Awards                                          | Mejor ¿beso?                                             | Chris Evans y Anthony Mackie                                                              | Nominados | [ 195 ] |
| 2014 | Teen Choice Awards                                          | Mejor ladrón de escenas                                  | Anthony Mackie                                                                            | Nominado  | [ 195 ] |
| 2014 | Young Hollywood Awards                                      | Súper superhéroe                                         | Chris Evans                                                                               | Nominado  | [ 196 ] |
| 2014 | Asociación de Críticos de Cine del Área de Washington D. C. | Joe Barber a la mejor representación de Washington D. C. | Captain America: The Winter Soldier                                                       | Ganadora  | [ 197 ] |
| 2015 | Premios de la Crítica Cinematográfica                       | Mejor película de acción                                 | Captain America: The Winter Soldier                                                       | Nominada  | [ 198 ] |
| 2015 | Premios de la Crítica Cinematográfica                       | Mejor actor de acción                                    | Chris Evans                                                                               | Nominado  | [ 198 ] |
| 2015 | People's Choice Awards                                      | Película favorita                                        | Captain America: The Winter Soldier                                                       | Nominada  | [ 199 ] |
| 2015 | People's Choice Awards                                      | Actriz favorita                                          | Scarlett Johansson                                                                        | Nominada  | [ 199 ] |
| 2015 | People's Choice Awards                                      | Dúo favorito                                             | Chris Evans y Scarlett Johansson                                                          | Nominados | [ 199 ] |
| 2015 | People's Choice Awards                                      | Película de acción favorita                              | Captain America: The Winter Soldier                                                       | Nominada  | [ 199 ] |
| 2015 | People's Choice Awards                                      | Actor de acción favorito                                 | Chris Evans                                                                               | Ganador   | [ 199 ] |
| 2015 | People's Choice Awards                                      | Actriz de acción favorita                                | Scarlett Johansson                                                                        | Nominada  | [ 199 ] |
| 2015 | Premios Óscar                                               | Mejores efectos visuales                                 | Dan DeLeeuw, Russell Earl, Bryan Grill y Dan Sudick                                       | Nominados | [ 200 ] |
| 2015 | Sindicato de Directores de Arte                             | Película de fantasía                                     | Peter Wenham                                                                              | Nominado  | [ 201 ] |
| 2015 | Premios Saturn                                              | Mejor película basada en un cómic                        | Captain America: The Winter Soldier                                                       | Nominada  | [ 202 ] |
| 2015 | Premios Saturn                                              | Mejor director                                           | Joe y Anthony Russo                                                                       | Nominados | [ 202 ] |
| 2015 | Premios Saturn                                              | Mejor guion                                              | Christopher Markus y Stephen McFeely                                                      | Nominados | [ 202 ] |
| 2015 | Premios Saturn                                              | Mejor actor                                              | Chris Evans                                                                               | Nominado  | [ 202 ] |
| 2015 | Premios Saturn                                              | Mejor actor de reparto                                   | Anthony Mackie                                                                            | Nominado  | [ 202 ] |
| 2015 | Premios Saturn                                              | Mejor actor de reparto                                   | Samuel L. Jackson                                                                         | Nominado  | [ 202 ] |
| 2015 | Premios Saturn                                              | Mejor actriz de reparto                                  | Scarlett Johansson                                                                        | Nominada  | [ 202 ] |
| 2015 | Premios Saturn                                              | Mejor música                                             | Henry Jackman                                                                             | Nominado  | [ 202 ] |
| 2015 | Premios Saturn                                              | Mejor montaje                                            | Jeffrey Ford y Matthew Schmidt                                                            | Nominados | [ 202 ] |
| 2015 | Premios Saturn                                              | Mejor diseño de producción                               | Peter Wenham                                                                              | Nominado  | [ 202 ] |
| 2015 | Premios Saturn                                              | Mejores efectos especiales                               | Dan DeLeeuw, Russell Earl, Bryan Grill y Dan Sudick                                       | Nominados | [ 202 ] |
| 2015 | Visual Effects Society Awards                               | Mejor entorno creado                                     | Triskelion – Johan Thorngren, Greg Kegel, Quentin Marmier, Luis Calero                    | Nominados | [ 203 ] |
| 2015 | Visual Effects Society Awards                               | Mejor simulación de efectos                              | Helicarrier broadside and crash – Dan Pearson, Sheldon Serrao, José Burgos, Eric Jennings | Nominados | [ 203 ] |
| 2015 | Premios Empire                                              | Mejor thriller                                           | Captain America: The Winter Soldier                                                       | Nominada  | [ 204 ] |
| 2015 | MTV Movie Awards                                            | Mejor pelea                                              | Chris Evans vs. Sebastian Stan                                                            | Nominados | [ 205 ] |
| 2015 | MTV Movie Awards                                            | Mejor beso                                               | Scarlett Johansson y Chris Evans                                                          | Nominados | [ 205 ] |

## Secuela
Capitán América: Civil War se estrenó el 6 de mayo de 2016, nuevamente dirigida por los hermanos Russo. Evans, Johansson, Stan, Mackie, VanCamp y Grillo repiten sus papeles de The Winter Soldier y se incorporan al elenco Robert Downey Jr. como Tony Stark / Iron Man, Paul Bettany como Visión, Jeremy Renner como Clint Barton / Ojo de Halcón, Don Cheadle como James «Rhodey» Rhodes / Máquina de Guerra, Elizabeth Olsen como Wanda Maximoff / Bruja Escarlata, Paul Rudd como Scott Lang / Ant-Man, y William Hurt como Thaddeus «Thunderbolt» Ross, todos repitiendo papeles de películas anteriores del UCM.